# Cyprinodon atrorus
Cyprinodon atrorus é uma espécie de peixe da família Cyprinodontidae.
É endémica do México.